# Churandy Martina
Churandy Martina (Willemstad, 3 de julho de 1984) é um velocista dos Países Baixos, que anteriormente corria pelas Antilhas Holandesas.
Seu melhor tempo para os 100 m rasos é 9,91 s, obtidos em agosto na Olímpíadas de 2012, em Londres. Foi responsável por carregar a bandeira do seu país nos Jogos Olímpicos de 2004. Com o fim das Antilhas, Churandy mudou-se para a Holanda, onde passa a correr por esse país.

## Melhores resultados
| Ano  | Campeonato           | Local                  | Resultado | Prova     |
| ---- | -------------------- | ---------------------- | --------- | --------- |
| 2002 | Jogos Sul-Americanos | Belém, Brasil          | 1º        | 100 m     |
| 2005 | Mundial de Atletismo | Helsinki, Finlândia    | 6º        | 4 x 100 m |
|      | Jogos Caribenhos     | Nassau, Bahamas        | 3º        | 100 m     |
| 2006 | Jogos Caribenhos     | Cartagena, Colombia    | 1º        | 100 m     |
|      | Jogos Caribenhos     | Cartagena, Colombia    | 1º        | 4 x 100 m |
| 2007 | Jogos Pan-americanos | Rio de Janeiro, Brasil | 1º        | 100 m     |
| 2008 | Jogos Olímpicos      | Pequim, China          | 4º        | 200m      |

### Recordes pessoais
| Data                   | Evento     | Local                   | Tempo (s)                | Ref.  |
| ---------------------- | ---------- | ----------------------- | ------------------------ | ----- |
| 6 de fevereiro de 2010 | 60 metros  | Stuttgart, Alemanha     | 6,58                     | [ 1 ] |
| 5 de agosto de 2012    | 100 metros | Londres, Inglaterra     | 9,91 — Recorde nacional  | [ 1 ] |
| 4 de julho de 2020     | 150 metros | Arnhem, Países Baixos   | 15,51                    | [ 1 ] |
| 25 de agosto de 2016   | 200 metros | Lausana, França         | 19,81 — Recorde nacional | [ 1 ] |
| 31 de Março de 2007    | 400 metros | El Paso, Estados Unidos | 46,13                    | [ 1 ] |